# 2000-2001シーズンのNBA
2000-2001シーズンのNBAは、NBAの55回目のシーズンである。2000年10月31日から始まり、2001年6月15日に全日程が終了した。

## シーズン前

### ドラフト
ケニオン・マーティンがニュージャージー・ネッツ（現ブルックリン・ネッツ）から全体1位指名を受けた。
ケニオン・マーティン(1位)、ジャマール・マグロア(19位)、マイケル・レッド(43位)ら3人のオールスターを輩出した他、ストロマイル・スウィフト(2位)、ダリアス・マイルズ(3位)、マーカス・ファイザー(4位)、マイク・ミラー(5位)、ダーマー・ジョンソン(6位)、クリス・ミーム(7位)、ジャマール・クロフォード(8位)、ジョエル・プリジビラ(9位)、キーオン・ドゥーリング(10位)、イータン・トーマス(12位)、ヒド・ターコルー(16位)、デズモンド・メイソン(17位)、クエンティン・リチャードソン(18位)、スピーディー・クラクストン(20位)、モリス・ピーターソン(21位)、デショーン・スティーブンソン(23位)、ジェイク・サカリディス(25位)、プリモス・ブレゼッチ(27位)、マーク・マドセン(29位)、マルコ・ヤリッチ(30位)、ジェイク・ヴォスクール(33位)、エディー・ハウス(37位)、エドアルド・ナヘラ(38位)、ブライアン・カーディナル(44位)、ジェイソン・ハート(49位)などの選手がNBA入りを果たした。また、この年のドラフトはリーグ史の中でも有数の不作の年と言われている。
ドラフト外選にはマリック・アレン、イーメイ・ウドカなどの選手がいる。
　詳細は2000年のNBAドラフトを参照

### 主な移籍
| チーム                           | 獲得（移籍元）                                                                           | 放出（移籍先） |
| -------------------------------- | ---------------------------------------------------------------------------------------- | --- |
| マイアミ・ヒート                 | アンソニー・メイスン (CHH) エディー・ジョーンズ (CHH)                                    | ジャマール・マッシュバーン (CHH) P・J・ブラウン (CHH) ボション・レナード (DEN) クラレンス・ウェザースプーン (CLE)                                           |
| ニューオーリンズ・ホーネッツ     | ジャマール・マッシュバーン (CHH) P・J・ブラウン (CHH)                                    | アンソニー・メイスン (MIA) エディー・ジョーンズ (MIA) ブラッド・ミラー (CHI)                                                                                |
| シカゴ・ブルズ                   | ロン・マーサー (ORL) ブラッド・ミラー (CHH) ジャマール・クロフォード (CLE・新人)         | ジョン・スタークス (UTA) クリス・ミーム (CLE・新人) |
| クリーブランド・キャバリアーズ   | クラレンス・ウェザースプーン (MIA) クリス・ミーム (CHI・新人) マット・ハープリング (ORL) | ジャマール・クロフォード (CLE・新人) ショーン・ケンプ (POR)                                                                                                 |
| オーランド・マジック             | グラント・ヒル (DET) トレイシー・マグレディ (TOR)                                        | チャッキー・アトキンス (DET) ベン・ウォーレス (DET) チャンシー・ビラップス (MIN) ロン・マーサー (CHI) マット・ハープリング (CLE) コーリー・マゲッティ (LAC) |
| デトロイト・ピストンズ           | チャッキー・アトキンス (ORL) ベン・ウォーレス (ORL)                                      | チャッキー・アトキンス (ORL) ベン・ウォーレス (ORL) クリスチャン・レイトナー (DAL) リンジー・ハンター (MIL)                                                 |
| インディアナ・ペイサーズ         | ジャーメイン・オニール (POR)                                                             | デイル・デイビス (POR) マーク・ジャクソン (TOR) クリス・マリン (GSW) リック・スミッツ (引退)                                                                |
| ニューヨーク・ニックス           | グレン・ライス (LAL)                                                                     | パトリック・ユーイング (SEA) |
| ヒューストン・ロケッツ           |                                                                                          | チャールズ・バークレー (引退) |
| ユタ・ジャズ                     | ジョン・スタークス (CHI)                                                                 | ジェフ・ホーナセック (引退) |
| ゴールデンステート・ウォリアーズ | ダニー・フォートソン (BOS) クリス・マリン (IND)                                          | テリー・カミングス (引退) |
| ロサンゼルス・レイカーズ         | ホーレス・グラント (SEA) アイザイア・ライダー (ATL)                                      | グレン・ライス (NYN) |
| サクラメント・キングス           | ボビー・ジャクソン (MIN)                                                                 | コーリス・ウィリアムソン (TOR) |

- オーランド・マジックがトレードでグラント・ヒルとトレーシー・マグレディを獲得。
- パトリック・ユーイングがニューヨーク・ニックス所属16年目にしてシアトル・スーパーソニックスにトレードされる。
- 前季イースタンの覇者インディアナ・ペイサーズはマーク・ジャクソン、デイル・デイビスといった主力選手を放出し、チームの若返りを図った。
- マイアミ・ヒートのアロンゾ・モーニングは腎臓の疾患でシーズン前から全休が決定。そのヒートはシャーロット・ホーネッツとのトレードでエディー・ジョーンズ、アンソニー・メイスンらを獲得し、代わりにジャマール・マッシュバーン、P・J・ブラウンらを放出した。

## レギュラーシーズン

### オールスター
- 開催日：2月11日
- 開催地：ワシントンD.C.
- オールスターゲーム　イースト 111－110 ウエスト MVP：アレン・アイバーソン　（フィラデルフィア・76ers）
- ルーキーチャレンジ　ソフォモア 121－113 ルーキー　MVP：ウォーリー・ザービアック　（ミネソタ・ティンバーウルブズ）
- ダンクコンテスト優勝：デズモンド・メイソン　（シアトル・スーパーソニックス）
- スリーポイントコンテスト優勝：レイ・アレン　（ミルウォーキー・バックス）

### シーズン中の移籍
- アトランタ・ホークスとフィラデルフィア・76ersの間でトレードが成立し、ホークスはテオ・ラトリフ、トニー・クーコッチ、ナジー・モハメドを、76ersはディケンベ・ムトンボをそれぞれ獲得した。
- トロント・ラプターズとニューヨーク・ニックスの間でトレードが成立し、ラプターズはクリス・チャイルズを、ニックスはマーク・ジャクソンとマグシー・ボーグスをそれぞれ獲得した。

## イースタン・カンファレンス

### アトランティック・ディビジョン
| 順位 | チーム                   | 勝敗  | 得点王（avg）          | リバウンド王（avg）  | アシスト王（avg）         | ヘッドコーチ                   |
| ---- | ------------------------ | ----- | ---------------------- | -------------------- | ------------------------- | ------------------------------ |
| 1    | フィラデルフィア・76ers  | 56-26 | A.アイバーソン（31.1） | D.ムトンボ（13.5）   | E.スノウ（7.4）           | L.ブラウン                     |
| 2    | マイアミ・ヒート         | 50-32 | E.ジョーンズ（17.4）   | A.メイスン（9.6）    | T.ハーダウェイ（6.3）     | P.ライリー                     |
| 3    | ニューヨーク・ニックス   | 48-34 | A.ヒューストン（18.7） | M.キャンビー（11.5） | M.ジャクソン（8.0）       | J.ヴァンガンディ →D.チャイニー |
| 4    | オーランド・マジック     | 43-39 | T.マグレディ（26.8）   | B.アウトロー（7.7）  | D.アームストロング（7.0） | D.リバース                     |
| 5    | ボストン・セルティックス | 36-46 | P.ピアース（25.3）     | A.ウォーカー（8.9）  | A.ウォーカー（5.5）       | P.ピティーノ →J.オブライエン   |
| 6    | ニュージャージー・ネッツ | 26-56 | S.マーブリー（23.9）   | K.マーティン（7.4）  | S.マーブリー（7.6）       | B.スコット*                    |
| 7    | ワシントン・ウィザーズ   | 19-63 | R.ハミルトン（18.1）   | J.ホワイト（7.7）    | C.ホイットニー（4.2）     | L.ハミルトン*†                 |

※(*＝新任のヘッドコーチ　†＝シーズン終了後解任されたヘッドコーチ)
- 76ersはアレン・アイバーソンや途中加入したディケンベ・ムトンボらの活躍で11年ぶりに地区優勝を遂げた。
- オフに選手の大幅な入れ替えを行ったヒートとマジックは、シーズン前半に連敗を繰り返したが後半には持ち直し、それぞれ前季とほぼ同水準の勝率を収め、マジックは1シーズンぶりにプレーオフに復帰した。

### セントラル・デビジョン
| 順位 | チーム                         | 勝敗  | 得点王（avg）            | リバウンド王（avg）  | アシスト王（avg）       | ヘッドコーチ    |
| ---- | ------------------------------ | ----- | ------------------------ | -------------------- | ----------------------- | --------------- |
| 1    | ミルウォーキー・バックス       | 52-30 | R.アレン（22.0）         | A.ジョンソン（7.5）  | S.キャセール（7.6）     | J.カール        |
| 2    | トロント・ラプターズ           | 47-35 | V.カーター（27.6）       | A.デイビス（10.1）   | A.ウィリアムス（5.0）   | L.ウィルケンズ* |
| 3    | シャーロット・ホーネッツ       | 46-36 | E.ジョーンズ（20.1）     | D.コールマン（8.5）  | D.ウェズリー（5.6）     | P.サイラス      |
| 4    | インディアナ・ペイサーズ       | 42-40 | J.ローズ（20.5）         | J.オニール（9.8）    | T.ベスト（6.1）         | I.トーマス      |
| 5    | デトロイト・ピストンズ         | 32-50 | J.スタックハウス（29.8） | B.ウォーレス（13.2） | J.スタックハウス（5.1） | J.アーバイン†   |
| 6    | クリーブランド・キャバリアーズ | 25-57 | J.テリー（19.7）         | R.ライト（7.5）      | B.ナイト（5.9）         | R.ウィットマン† |
| 7    | アトランタ・ホークス           | 33-49 | SA.ラヒーム（21.7）      | SA.ラヒーム（9.0）   | J.テリー（5.7）         | R.クルーガー*   |
| 8    | シカゴ・ブルズ                 | 15-67 | E.ブランド（20.1）       | E.ブランド（10.1）   | B.ドリュー（3.9）       | T.フロイド      |

- バックスはレイ・アレン、グレン・ロビンソン、サム・キャセールらのビッグスリーの活躍で15年ぶりに地区優勝を飾った。
- チームの主力選手だったマーク・ジャクソン、デイル・デイビスを同時に放出したペイサーズは、シーズン序盤から負け越した状態が続いたが、シーズン終盤に8連勝を記録して辛うじてプレーオフに進出した。
- グラント・ヒルを放出したピストンズは大幅に勝率を落とし、3シーズン連続のプレーオフ進出も逃した。
- 平均得点が3シーズン連続でリーグワースト1位に沈んだブルズは、勝率でもリーグ最下位に沈んだ。

## ウエスタン・カンファレンス

### ミッドウエスト・デビジョン
| 順位 | チーム                       | 勝敗  | 得点王（avg）        | リバウンド王（avg）  | アシスト王（avg）     | ヘッドコーチ             |
| ---- | ---------------------------- | ----- | -------------------- | -------------------- | --------------------- | ------------------------ |
| 1    | サンアントニオ・スパーズ     | 58-24 | T.ダンカン（22.2）   | T.ダンカン（12.2）   | A.ジョンソン（4.3）   | G.ポポヴィッチ           |
| 2    | ダラス・マーベリックス       | 53-29 | D.ノビツキー（21.8） | D.ノビツキー（9.2）  | S.ナッシュ（7.3）     | D.ネルソン               |
| 3    | ユタ・ジャズ                 | 53-29 | K.マローン（23.2）   | K.マローン（8.3）    | J.ストックトン（8.7） | J.スローン               |
| 4    | ミネソタ・ティンバーウルブズ | 47-35 | K.ガーネット（22.0） | K.ガーネット（11.4） | T.ブランドン（7.5）   | F.サンダース             |
| 5    | ヒューストン・ロケッツ       | 45-37 | S.フランシス（19.9） | K.トーマス（7.4）    | S.フランシス（6.5）   | L.トムジャノビッチ       |
| 6    | デンバー・ナゲッツ           | 40-42 | A.マクダイス（20.8） | A.マクダイス（12.1） | N.V.エクセル （8.5）  | D.イッセル→Jバズデリック |
| 7    | バンクーバー・グリズリーズ   | 23-59 | S.A.ラヒーム（20.5） | S.A.ラヒーム（9.1）  | M.ビビー（8.4）       | S.ロウ*                  |

- スパーズはリーグ首位の勝率を収めた。そのスパーズと同じテキサス州に本拠地を置くマーベリックスは、ダーク・ノヴィツキーとスティーブ・ナッシュが急成長を見せ、大幅に勝ち星を増やして11シーズンぶりにプレーオフに進出した。大黒柱のマイケル・フィンリーを加えた彼らはビッグスリーと呼ばれるようになった。
- 前季7シーズンぶりにプレーオフ進出を逃したロケッツは、勝率を5割以上に復帰させるもプレーオフには後一歩届かなかった。
- ナゲッツはここ6シーズンでは最も良い成績を残し、来季に望みを繋いだ。

### パシフィック・デビジョン
| 順位 | チーム                             | 勝敗  | 得点王（avg）          | リバウンド王（avg）   | アシスト王（avg）               | ヘッドコーチ                   |
| ---- | ---------------------------------- | ----- | ---------------------- | --------------------- | ------------------------------- | ------------------------------ |
| 1    | ロサンゼルス・レイカーズ           | 56-26 | S.オニール（28.7）     | S.オニール（12.7）    | K.ブライアント（5.0）           | Pジャクソン                    |
| 2    | サクラメント・キングス             | 55-27 | C.ウェバー（27.1）     | C.ウェバー（11.1）    | ジェイソン・ウィリアムス（5.4） | R.アデルマン                   |
| 3    | フェニックス・サンズ               | 51-31 | S.マリオン（17.3）     | S.マリオン（10.7）    | J.キッド（9.8）                 | S.スカイルズ                   |
| 4    | ポートランド・トレイルブレイザーズ | 50-32 | R.ウォーレス（19.2）   | R.ウォーレス（7.8）   | D.スタウダマイアー（5.7）       | M.ダンリービー†                |
| 5    | シアトル・スーパーソニックス       | 44-38 | G.ペイトン（23.1）     | P.ユーイング（7.4）   | G.ペイトン（8.1）               | P.ウェストファル →N.マクミラン |
| 6    | ロサンゼルス・クリッパーズ         | 31-51 | L.オドム（17.2）       | L.オドム（7.8）       | J.マッキニス（5.5）             | A.ジェントリー*                |
| 7    | ゴールデンステート・ウォリアーズ   | 17-65 | A.ジェイミソン（24.9） | A.ジェイミソン（8.7） | M.ブレイロック（6.7）           | D.コーウェンス*                |

- 連覇を目指すレイカーズはコービー・ブライアントやシャキール・オニールの欠場が影響して、67勝した前季より大幅に勝率を落とすが、それでもデビジョン首位は維持した。
- パシフィック・デビジョン2強の一角であったトレイルブレイザーズに代わって、キングスが台頭を見せる。
- スーパーソニックスはシーズン終盤に追い上げを見せるが、ロケッツ同様に勝率5割以上の成績を残しながらもプレーオフ進出はならなかった。
- 平均失点で2シーズン連続リーグワースト1位となったウォリアーズは、シーズン中に11連敗以上を2度記録し、カンファレンス最下位となった。

## スタッツ

### チームスタッツ
| # | 平均得点トップ3          | 平均得点トップ3 | 平均得点ワースト3      | 平均得点ワースト3 | 平均失点トップ3          | 平均失点トップ3 | 平均失点ワースト3                | 平均失点ワースト3 |
| # | チーム                   | avg             | チーム                 | avg               | チーム                   | avg             | チーム                           | avg               |
| - | ------------------------ | --------------- | ---------------------- | ----------------- | ------------------------ | --------------- | -------------------------------- | ----------------- |
| 1 | サクラメント・キングス   | 101.7           | シカゴ・ブルズ         | 87.6              | ニューヨーク・ニックス   | 86.1            | ゴールデンステート・ウォリアーズ | 101.5             |
| 2 | ミルウォーキー・バックス | 100.7           | ニューヨーク・ニックス | 88.7              | マイアミ・ヒート         | 88.6            | ワシントン・ウィザーズ           | 99.9              |
| 3 | ロサンゼルス・レイカーズ | 100.6           | マイアミ・ヒート       | 88.9              | サンアントニオ・スパーズ | 88.4            | デンバー・ナゲッツ               | 99.0              |

### スタッツリーダー
| # | 得点                         | 得点 | リバウンド               | リバウンド | アシスト                   | アシスト | スティール                 | スティール |
| # | 選手名                       | avg  | 選手名                   | avg        | 選手名                     | avg      | 選手名                     | avg        |
| - | ---------------------------- | ---- | ------------------------ | ---------- | -------------------------- | -------- | -------------------------- | ---------- |
| 1 | アレン・アイバーソン PHI     | 31.1 | ディケンベ・ムトンボ PHI | 13.5       | ジェイソン・キッド NJN     | 9.8      | アレン・アイバーソン PHI   | 2.5        |
| 2 | ジェリー・スタックハウス DET | 29.8 | ベン・ウォーレス DET     | 13.2       | ジョン・ストックトン UTA   | 8.7      | ムーキー・ブレイロック GSW | 2.4        |
| 3 | シャキール・オニール LAL     | 28.7 | シャキール・オニール LAL | 12.7       | ニック・バン・エクセル DEN | 8.5      | ダグ・クリスティ SAC       | 2.3        |

※ディケンベ・ムトンボは2年連続2度目のリバウンド王。ジェイソン・キッドは3年連続3度目のアシスト王。
| # | ブロックショット           | ブロックショット | FG成功率                 | FG成功率 | 3P成功率                     | 3P成功率 | FT成功率                     | FT成功率 |
| # | 選手名                     | avg              | 選手名                   | %        | 選手名                       | %        | 選手名                       | %        |
| - | -------------------------- | ---------------- | ------------------------ | -------- | ---------------------------- | -------- | ---------------------------- | -------- |
| 1 | テオ・ラトリフ PHI         | 3.7              | シャキール・オニール LAL | 57.2     | ブレント・バリー SEA         | 47.6     | レジー・ミラー IND           | 91.1     |
| 2 | ジャーメイン・オニール IND | 2.8              | ボンジ・ウェルズ POR     | 53.3     | ジョン・ストックトン UTA     | 46.2     | リチャード・ハミルトン SEA   | 89.0     |
| 3 | ショーン・ブラッドリー DAL | 2.8              | マーカス・キャンビー NYN | 52.4     | シャモンド・ウィリアムス SEA | 45.9     | ダレル・アームストロング DAL | 88.8     |

## 個人タイトル
- 最優秀選手：アレン・アイバーソン　（フィラデルフィア・76ers）
- ルーキー・オブ・ザ・イヤー：マイク・ミラー　（オーランド・マジック）
- 最優秀守備選手賞：ディケンベ・ムトンボ　（フィラデルフィア・76ers）
- シックスマン賞：アーロン・マッキー　（フィラデルフィア・76ers）
- MIP：トレーシー・マグレディ　（オーランド・マジック）
- 最優秀コーチ賞：ラリー・ブラウン　（フィラデルフィア・76ers）
- エグゼクティブ・オブ・ザ・イヤー：ジェフ・ピートリー　（サクラメント・キングス）

※76ersが主要部門4冠を達成し、またイースタンのチームが主要6部門を独占した。
- オールNBAチーム

|   | ファーストチーム         | セカンドチーム             | サードチーム             |
| - | ------------------------ | -------------------------- | ------------------------ |
| F | ティム・ダンカン SAS     | ケビン・ガーネット MIN     | カール・マローン UTA     |
| F | クリス・ウェバー SAC     | ヴィンス・カーター TOR     | ダーク・ノヴィツキー DAL |
| C | シャキール・オニール LAL | ディケンベ・ムトンボ PHI   | デビッド・ロビンソン SAS |
| G | アレン・アイバーソン PHI | コービー・ブライアント LAL | ゲイリー・ペイトン SEA   |
| G | ジェイソン・キッド NJN   | トレーシー・マグレディ ORL | レイ・アレン MIL         |

※クリス・ウェバーは初の1stチーム入り。トレーシー・マグレディ、ダーク・ノヴィツキー、レイ・アレンは初のオールNBAチーム入り。
- オールディフェンシブチーム

|   | ファーストチーム         | セカンドチーム             |
| - | ------------------------ | -------------------------- |
| F | ティム・ダンカン SAS     | ブルース・ボウエン SAS     |
| F | ケビン・ガーネット MIN   | P・J・ブラウン CHH         |
| C | ディケンベ・ムトンボ PHI | シャキール・オニール LAL   |
| G | ジェイソン・キッド NJN   | コービー・ブライアント LAL |
| G | ゲイリー・ペイトン MIL   | ダグ・クリスティ SAC       |

※ダグ・クリスティ、ブルース・ボウエンは初のディフェンスチーム入り。
- オールルーキーチーム

| ファーストチーム         | セカンドチーム                 |
| ------------------------ | ------------------------------ |
| マイク・ミラー ORL       | ヘド・ターコルー SAC           |
| ケニオン・マーティン NJN | デズモンド・メイソン SEA       |
| マーク・ジャクソン GSW   | コートニー・アレクサンダー WAS |
| ミカエル・ピートラス TOR | マーカス・ファイザー CHI       |
| ダリウス・マイルズ LAC   | クリス・ミーム CLE             |

## プレーオフ

### イースタン・カンファレンス
|  | ファーストラウンド | ファーストラウンド       | ファーストラウンド |            |   | カンファレンスセミファイナル | カンファレンスセミファイナル | カンファレンスセミファイナル |  |  | カンファレンスファイナル | カンファレンスファイナル | カンファレンスファイナル |  |
|  |                    |                          |                    |            |   |                              |                              |                              |  |  |                          |                          |                          |  |
|  | 1                  | フィラデルフィア・76ers  | 3                  |            |   |                              |                              |                              |  |  |                          |                          |                          |  |
|  | 1                  | フィラデルフィア・76ers  | 3                  |            |   |                              |                              |                              |  |  |                          |                          |                          |  |
|  | 8                  | インディアナ・ペイサーズ | 1                  |            |   |                              |                              |                              |  |  |                          |                          |                          |  |
|  | 8                  | インディアナ・ペイサーズ | 1                  |            | 1 | 76ers                        | 4                            |                              |  |  |                          |                          |                          |  |
|  |                    |                          |                    |            | 1 | 76ers                        | 4                            |                              |  |  |                          |                          |                          |  |
|  |                    |                          | 5                  | ラプターズ | 3 |                              |                              |                              |  |  |                          |                          |                          |  |
|  | 5                  | トロント・ラプターズ     | 5                  | ラプターズ | 3 | 3                            |                              |                              |  |  |                          |                          |                          |  |
|  | 5                  | トロント・ラプターズ     |                    |            |   |                              |                              |                              |  |  |                          |                          |                          |  |
|  | 4                  | ニューヨーク・ニックス   | 2                  |            |   |                              |                              |                              |  |  |                          |                          |                          |  |
|  | 4                  | ニューヨーク・ニックス   | 2                  |            | 1 | 76ers                        | 4                            |                              |  |  |                          |                          |                          |  |
|  |                    |                          |                    |            |   |                              |                              |                              |  |  |                          |                          |                          |  |
|  |                    |                          | 2                  | バックス   | 3 |                              |                              |                              |  |  |                          |                          |                          |  |
|  | 3                  | マイアミ・ヒート         | 2                  | バックス   | 3 | 0                            |                              |                              |  |  |                          |                          |                          |  |
|  | 3                  | マイアミ・ヒート         |                    |            |   |                              |                              |                              |  |  |                          |                          |                          |  |
|  | 6                  | シャーロット・ホーネッツ | 3                  |            |   |                              |                              |                              |  |  |                          |                          |                          |  |
|  | 6                  | シャーロット・ホーネッツ | 3                  |            | 6 | ホーネッツ                   | 3                            |                              |  |  |                          |                          |                          |  |
|  |                    |                          |                    |            | 6 | ホーネッツ                   | 3                            |                              |  |  |                          |                          |                          |  |
|  |                    |                          | 2                  | バックス   | 4 |                              |                              |                              |  |  |                          |                          |                          |  |
|  | 7                  | オーランド・マジック     | 2                  | バックス   | 4 | 1                            |                              |                              |  |  |                          |                          |                          |  |
|  | 7                  | オーランド・マジック     |                    |            |   |                              |                              |                              |  |  |                          |                          |                          |  |
|  | 2                  | ミルウォーキー・バックス | 3                  |            |   |                              |                              |                              |  |  |                          |                          |                          |  |

- 第1シード対第8シードのシリーズだった76ers対ペイサーズ第1戦では、残り1.9秒、ペイサーズが1点ビハインドの中、レジー・ミラーが逆転の3Pシュートを決めた。ペイサーズが先に1勝をあげたがその後76ersが3連勝し、プレーオフでは2年連続で敗れているペイサーズにリベンジを果たした。
- ヒート対ホーネッツのシリーズは、シーズン前に大型トレードを行った相手同士の戦いだった。ホーネッツは不遇のヒート時代を過ごしたジャマール・マッシュバーンが中心となり、上位シードのヒート相手にホーネッツはチーム史上初めて3戦全勝スウィープで大番狂わせを果たした。
- ラプターズはプレーオフ初勝利を飾ると共に、ニックスを降して初のカンファレンス準決勝に駒を進めた。
- カンファレンス準決勝、76ers対ラプターズはアレン・アイバーソン対ヴィンス・カーターの当時を代表するエース同士の対決となった。第1戦は、またしても第1シードであり、ホームコートアドバンテージを持つ76ersが落としてしまったが、第2戦では76ersのエース、アイバーソンが56得点と爆発し勝敗をタイに戻すと、ラプターズのホームに移った第3戦ではラプターズのエース、カーターが50得点を記録し、再び2勝1敗とリードを奪った。第4戦は76ersが勝利、続く第5戦はアイバーソンが52得点を記録して2連勝を飾り、シリーズに王手を掛けた。後がなくなったラプターズは第4戦、第5戦と精彩を欠いたカーターが36得点と奮起し、3勝3敗のタイに戻してシリーズの行方を第7戦に委ねた。第7戦は接戦の末に88-87で76ersがものにし、激戦となったシリーズを制してカンファレンス決勝に駒を進めた。ラプターズは、この試合の直前に大学の卒業式に出席していたカーターの行動が批判された。
- バックスは1989年以来のカンファレンス準決勝に駒を進め、準決勝では波に乗るホーネッツと対決。第2戦では第4Qにホーネッツのメンバーがコートに4人しかおらず、テクニカルファウルを貰うという珍事が発生している。シリーズは下位シードのホーネッツが2連敗のあと3連勝し、再び大番狂わせを演じるかに思われたが、バックスがその後2連勝して1984年以来となるカンファレンス決勝に進出した。
- カンファレンス決勝では76ersのアレン・アイバーソンのレギュラーシーズンから引きずる故障が悪化するアクシデントが発生。第3戦ではついに戦列から退いた。シリーズはバックスが2勝1敗とリードするが、第4戦にはアイバーソンが満身創痍ならも復帰し、76ersは2連勝を飾る。後がなくなったバックスは第6戦でレイ・アレンが41得点の活躍で勝利し、両チームにとって2シリーズ連続となる第7戦に突入した。最後は76ersの手負いのエース、アレン・アイバーソンが44得点を記録し、76ersに軍配があがった。76ersは1983年に優勝して以来のファイナル進出を決めた。

### ウエスタン・カンファレンス
|  | ファーストラウンド | ファーストラウンド                 | ファーストラウンド |                |   | カンファレンスセミファイナル | カンファレンスセミファイナル | カンファレンスセミファイナル |  |  | カンファレンスファイナル | カンファレンスファイナル | カンファレンスファイナル |  |
|  |                    |                                    |                    |                |   |                              |                              |                              |  |  |                          |                          |                          |  |
|  | 1                  | サンアントニオ・スパーズ           | 3                  |                |   |                              |                              |                              |  |  |                          |                          |                          |  |
|  | 1                  | サンアントニオ・スパーズ           | 3                  |                |   |                              |                              |                              |  |  |                          |                          |                          |  |
|  | 8                  | ミネソタ・ティンバーウルブズ       | 1                  |                |   |                              |                              |                              |  |  |                          |                          |                          |  |
|  | 8                  | ミネソタ・ティンバーウルブズ       | 1                  |                | 1 | スパーズ                     | 4                            |                              |  |  |                          |                          |                          |  |
|  |                    |                                    |                    |                | 1 | スパーズ                     | 4                            |                              |  |  |                          |                          |                          |  |
|  |                    |                                    | 5                  | マーベリックス | 1 |                              |                              |                              |  |  |                          |                          |                          |  |
|  | 5                  | ダラス・マーベリックス             | 5                  | マーベリックス | 1 | 3                            |                              |                              |  |  |                          |                          |                          |  |
|  | 5                  | ダラス・マーベリックス             |                    |                |   |                              |                              |                              |  |  |                          |                          |                          |  |
|  | 4                  | ユタ・ジャズ                       | 2                  |                |   |                              |                              |                              |  |  |                          |                          |                          |  |
|  | 4                  | ユタ・ジャズ                       | 2                  |                | 1 | スパーズ                     | 0                            |                              |  |  |                          |                          |                          |  |
|  |                    |                                    |                    |                |   |                              |                              |                              |  |  |                          |                          |                          |  |
|  |                    |                                    | 2                  | レイカーズ     | 4 |                              |                              |                              |  |  |                          |                          |                          |  |
|  | 3                  | サクラメント・キングス             | 2                  | レイカーズ     | 4 | 3                            |                              |                              |  |  |                          |                          |                          |  |
|  | 3                  | サクラメント・キングス             |                    |                |   |                              |                              |                              |  |  |                          |                          |                          |  |
|  | 6                  | フェニックス・サンズ               | 1                  |                |   |                              |                              |                              |  |  |                          |                          |                          |  |
|  | 6                  | フェニックス・サンズ               | 1                  |                | 3 | キングス                     | 0                            |                              |  |  |                          |                          |                          |  |
|  |                    |                                    |                    |                | 3 | キングス                     | 0                            |                              |  |  |                          |                          |                          |  |
|  |                    |                                    | 2                  | レイカーズ     | 4 |                              |                              |                              |  |  |                          |                          |                          |  |
|  | 7                  | ポートランド・トレイルブレイザーズ | 2                  | レイカーズ     | 4 | 0                            |                              |                              |  |  |                          |                          |                          |  |
|  | 7                  | ポートランド・トレイルブレイザーズ |                    |                |   |                              |                              |                              |  |  |                          |                          |                          |  |
|  | 2                  | ロサンゼルス・レイカーズ           | 3                  |                |   |                              |                              |                              |  |  |                          |                          |                          |  |

- レイカーズが圧倒的な強さを誇示し、全シリーズをスイープして11戦全勝でファイナルに進出する。プレーオフ前は、いずれもレイカーズの強力なライバルのキングスとトレイルブレイザーズの前に、レイカーズは苦戦するだろうと予想されていたが、前季チャンピオンチームはライバルたちを全く寄せ付けず、ホームコートアドバンテージを持ち、そのシリーズは『事実上のファイナル』と言われたスパーズでさえ、レイカーズにはまるで歯が立たなかった。プレーオフを11戦全勝で勝ち上がったのはリーグ史上2チーム目であり、最初のチームも1988-89シーズンの"ショータイム"時代のレイカーズだった。

## ファイナル
ファイナルは1983年以来の王座返り咲きを狙うフィラデルフィア・76ersと、二連覇を目指すロサンゼルス・レイカーズの対決となった。76ersが最後にファイナルに進出した1983年の相手もレイカーズで、4戦全勝で優勝した。1983年当時、76ersのセンター、モーゼス・マローンはプレーオフに臨むにあたり、プレーオフ12戦全勝による優勝（当時の第1・2シードはカンファレンス準決勝から参戦）を約束する「Fo・Fo・Fo」という有名な言葉を残している。実際はカンファレンス決勝で1敗を喫したため、「Fo・Fi・Fo」だったが、このシーズンはレイカーズがここまで12戦全勝で来ているため、レイカーズがマローンの残した言葉を実現するのではないかと予想された。
両チームともレギュラーシーズンの勝率が同じ56勝26敗である。この場合ホームコートアドバンテージはレギュラーシーズンの両チーム同士の対戦成績で決まるが、これも1勝1敗だった。次の手順である相手カンファレンスのチームに対する勝率でようやく決し、レイカーズがホームコートアドバンテージを得た。

### 第1戦
| 6月6日 |

| Recap |

| 76ers 107, レイカーズ (OT) 101                                                                      |  |                                                                                 |
| Pts: アイバーソン 48 Rebs: ディケンベ・ムトンボ 16 Asts: アーロン・マッキー 9 Steals:アイバーソン 5 |  | Pts: オニール 44 Rebs: オニール 20 Asts: ブライアント他2名 5 TOs:ブライアント 6 |
| 76ers1-0レイカーズ                                                                                  |  |                                                                                 |

西の並み居る強豪を圧倒してきたレイカーズが、対照的に苦労して勝ち上がってきた76ersの前にまさかの敗戦を喫し、早くも「Fo・Fo・Fo」の夢は断たれた。
試合は前半だけで30得点を記録したアレン・アイバーソンの活躍で76ersが6点リードで試合を折り返し、後半に入っても76ersの優勢が続いたが、ディケンベ・ムトンボのファウルトラブルを切っかけにシャキール・オニールが連続8得点をあげるなどレイカーズが反撃に討って出、2点差まで追い上げて第4Qを迎えた。第4Qに入ると再び76ersがリードを広げるが、ここまで76ersを牽引してきたアイバーソンに対し、レイカーズの控えPGのタイロン・ルーが見事なディフェンスを見せて得点を封じた。これを機にレイカーズが再び反撃を開始し、残り時間2分を切ってオニールのダンクで94-92とレイカーズがついに逆転するが、すぐにエリック・スノウに返され94-94の同点でオーバータイムに突入した。オーバータイムではレイカーズがオニールとコービー・ブライアントの得点で先制するが、76ersはラジャ・ベルのレイアップ、アイバーソンの3Pシュートで逆転すると、スノウが駄目押しのランニングショットを決め、107対101で76ersが敵地での貴重な1勝をあげた。
レイカーズはオニールが44得点20リバウンドと驚異的な数字を残すが、ハック・ア・シャックを仕掛けられ、フリースローは10/22に終わった。これでレイカーズはレギュラーシーズンから続く19連勝にストップが掛かった。プレーオフを全勝で勝ち上がった1989年当時のレイカーズは、ファイナル第1戦でデトロイト・ピストンズに敗れると、そのまま3連敗を喫して優勝を逃している。

### 第2戦
| 6月8日 |

| Recap |

| 76ers 89, レイカーズ 98                                                       |  |                                                                          |
| Pts: アイバーソン 23 Rebs: ディケンベ・ムトンボ 13 Asts: アーロン・マッキー 6 |  | Pts: ブライアント 31 Rebs: オニール 20 Asts: オニール 9 Blocksオニール 8 |
| レイカーズ 1-1 76ers                                                          |  |                                                                          |

レイカーズは第1戦で不調だったコービー・ブライアントがチームを牽引するのに対し、76ersのアレン・アイバーソンはレイカーズの厳しいディフェンスの前にシュートが決まらず、この日はFG10/29に終わった。試合はレイカーズペースで進んだが、第4Qには76ersが猛反撃を見せ、残り2分20秒にはエリック・スノウのレイアップで86-89の3点差まで追い上げた。しかしデレック・フィッシャーの3Pシュートで点差を広げられるとここで力尽き、レイカーズが9点差をつけて勝利し、シリーズを1勝1敗のタイに戻した。
レイカーズはブライアントがチームハイの31得点。またシャキール・オニールは29得点20リバウンド9アシスト8ブロックと、クアドルプル・ダブルに迫る成績を残した。一方の76ersは第1戦で大活躍したアイバーソンが厳しいディフェンスの前に沈黙し、フィールドゴールは10/29に終わった。特に76ersが猛反撃を見せた時間帯に10本のシュートを立て続けにミスしたことが敗因に繋がった。

### 第3戦
| 6月10日 |

| Recap |

| レイカーズ 106, 76ers 103                                                       |  |                                                                       |
| Pts: ブライアント 32 Rebs: オニール 12 Asts: オニール 他3名 3 Blocks:オニール 4 |  | Pts: アイバーソン 32 Rebs: アイバーソン; ムトンボ 12 Asts: マッキー 8 |
| レイカーズ2-1 76ers                                                             |  |                                                                       |

故郷フィラデルフィアの市民から盛大なブーイングで迎えられたコービー・ブライアントが、チームハイの32得点をあげて76ersを降す。
試合は55-45のレイカーズリードで後半を迎えたが、シャキール・オニールがファウルトラブルに陥り、第4Q残り2分20秒でついにファウルアウトとなった。その間76ersはアレン・アイバーソンを中心に反撃を試み、オニールがファウルアウトになった時には2点差にまで追い上げていた。最大のチャンスを得た76ersは残り1分2秒にはついに1点差にまで詰め寄るも、レイカーズの"ビッグショット・ロブ"ことロバート・オーリーが勝利を決定付ける3Pシュートを決めて、レイカーズが重要な第3戦をものにした。レイカーズはオニールのファウルトアウト、ブライアントの後半に入っての失調などトラブルに見舞われたが、ロバート・オーリーが第4Qだけで12得点を記録し、その穴を埋めた。

### 第4戦
| 6月13日 |

| Recap |

| レイカーズ 100, 76ers 86                                |  |                                                                      |
| Pts: オニール 34 Rebs: オニール 14 Asts: ブライアント 9 |  | Pts: アイバーソン 35 Rebs: ムトンボ 9 Asts: アイバーソン; マッキー 4 |
| レイカーズ3-1 76ers                                     |  |                                                                      |

レイカーズが序盤に得たリードを最後まで守りきり、このシリーズ初の二桁点差となる14点差をつけて快勝した。レイカーズはシャキール・オニールが34得点14リバウンドを記録したほか、コービー・ブライアントも19得点10リバウンド9アシストと準トリプル・ダブルと言える成績を残した。76ersはレイカーズの厳しいディフェンスの前に苦しみ、アレン・アイバーソンは35得点をあげたもののフィールドゴール12/30に終わった。

### 第5戦
| 6月15日 |

| Recap |

| レイカーズ 100, 76ers 86                                                            |  |                                                    |
| Pts: オニール 29 Rebs: オニール 13 Asts: ブライアント 6 3Pシュート:フィッシャー 6/8 |  | Pts: アイバーソン 37 Rebs: ヒル 13 Asts: スノウ 12 |
| レイカーズ4-1 76ers                                                                 |  |                                                    |

後がなくなった76ersはロスターを変更し、アーロン・マッキーにかえてエリック・スノウを先発に据えた。この変更が功を奏したか76ersは序盤を好スタートで切ったが、すぐにレイカーズの反撃にあい、3Pシュートの集中打を浴びてあっさりと逆転された。後半はレイカーズのリードは広がるばかりで、この日成功率70.6%と絶好調だった3Pシュートが次々と76ersのゴールを襲った。第4Qに入るとこの日最大の19点差にまで広がるが、ここから76ersの猛反撃が始まり残り1分14秒には7点差にまで詰め寄ったが、一度ついた大差を覆すには至らず、レイカーズが108-96で勝利し、ファイナル連覇を決めた。レイカーズは2枚看板のシャキール・オニールが29得点13リバウンド5ブロック、コービー・ブライアントが26得点12リバウンドを記録したほか、リック・フォックスが20得点、この日6本の3Pシュートを決めたデレック・フィッシャーも18得点を記録した。
ファイナルMVPはシリーズ平均33.0得点15.8リバウンドを記録したシャキール・オニールが前季に引き続き選ばれ、2年連続でファイナルMVPに輝いた3人目の選手（マイケル・ジョーダン、アキーム・オラジュワン）となった。レイカーズが記録したポストシーズン15勝1敗（勝率93.8%）は歴代最高の勝率である。
|                          | 第1戦 | 第2戦 | 第3戦 | 第4戦 | 第5戦 | 勝敗 |
| ------------------------ | ----- | ----- | ----- | ----- | ----- | ---- |
| ロサンゼルス・レイカーズ | 94    | 101   | 98    | 100   | 108   | 4-1  |
| フィラデルフィア・76ers  | 107   | 89    | 91    | 86    | 96    | 1-4  |

- ファイナルMVP:シャキール・オニール

フィラデルフィア・76ers　ヘッドコーチ: ラリー・ブラウン

アレン・アイバーソン |
ディケンベ・ムトンボ |
アーロン・マッキー |
エリック・スノウ |
タイロン・ヒル |
ジョージ・リンチ |
マット・ガイガー |
ロドニー・ビュフォード |
ジュメイン・ジョーンズ |
トッド・マッカラー |
ケビン・オーリー |
ロショーン・マクロード |
ラジャ・ベル |
ペペ・サンチェス |
アンソニー・ミラー 

## 引退した主な選手
- ジェローム・カーシー　（1984-01）　引退後はコーチ職に転向。
- サム・パーキンス　（1984-01）
- オーティス・ソープ　（1984-01）　カンザスシティ時代のキングス最後の生き残りだった。
- A.C.グリーン　（1985-01）　NBAデビューから欠場した試合は3試合のみで、ラストシーズンも全82試合に出場している。
- クリス・マリン　（1985-01）　ラストシーズンはキャリアの大半を過ごしたゴールデンステート・ウォリアーズに復帰したが、出場できたのは20試合に留まった。
- デトレフ・シュレンプ　（1985-01）
- ロン・ハーパー　（1986-01）　シカゴ・ブルズで3回、ロサンゼルス・レイカーズで2回、計5回の優勝を経験。ラストシーズンもレイカーズで優勝を飾り、有終の美を飾った。
- マグジー・ボーグス　（1987-01）　身長160cmのNBA歴代最小選手。このシーズンはトロント・ラプターズに在籍し、その後ニューヨーク・ニックスとダラス・マーベリックスにトレードされたが、1度もプレイすることなく引退した。引退後は不動産業を始めた後、WNBAのシャーロット・スティングヘッドコーチを務めた。
- ハーシー・ホーキンス　（1988-01）
- ショーン・エリオット　（1989-01）　1999年と2000年に2度の腎臓移植手術を受けるも見事に復活を果たし、ラストシーズンも52試合に出場した。
- ラリー・ジョンソン　（1991-01）